# Опел Каскада
„Опел Каскада“ (Opel Cascada) е модел спортни кабриолети на германския производител „Опел“, произвеждан от 2013 до 2019 година.
За разлика от предходния кабриолет на „Опел“ „Тигра ТуинТоп“, базира на „Опел Корса“ и произвеждан през 2004 – 2009 година, „Каскада“ е базиран на по-големия модел „Опел Астра J“.
Моделът се продава и под други търговски марки – „Воксхол Каскада“ във Великобритания, „Буик Каскада“ в Съединените щати и Китай, „Холдън Каскада“ в Австралия.